# Sant Julian lo Montanhier
Sant Julian lo Montanhier (en francès Saint-Julien) és un municipi francès situat al departament del Var i a la regió de Provença – Alps – Costa Blava.

## Demografia
| 1962                                       | 1968 | 1975 | 1982 | 1990  | 1999  | 2006  |
| ------------------------------------------ | ---- | ---- | ---- | ----- | ----- | ----- |
| 396                                        | 421  | 611  | 825  | 1.149 | 1.280 | 1.625 |
| Des de 1962: població sense dobles comptes |      |      |      |       |       |       |

## Administració
| Període   | Identitat       | Partit |
| --------- | --------------- | ------ |
| 1965-1999 | Maurice Janetti | PS     |
| 1999-     | Francis Gillet  |        |